# Trachycaris restricta
Trachycaris restricta is een garnalensoort uit de familie van de Hippolytidae. De wetenschappelijke naam van de soort werd in 1878 voor het eerst geldig gepubliceerd door Alphonse Milne-Edwards.